# Réserve naturelle des Îles
La réserve naturelle des Îles est une réserve naturelle régionale créée en 1995 et située en Vallée d'Aoste.

## Territoire
La réserve réunit plusieurs lieux-dits sur les communes de Brissogne, Nus, Quart et Saint-Marcel, tous partageant le même nom, Les Îles, recouvrant une aire définie en 1982 pour devenir une aire protégée pour la conservation de la faune.
Elle est délimitée au nord par la Doire baltée et se situe à la confluence de celle-ci avec le torrent Saint-Marcel. La création de cette réserve a pour but de protéger l'un des derniers abris naturels le long du cours de la Doire. L'autre aire protégée valdôtaine partageant ce même but est la réserve naturelle de Marais.
Aux Îles se situent deux lacs accueillant environ 40 espèces de faune ornithologiques qui y ont nidifié au cours des 10 dernières années.

## Toponyme
Selon l'abbé Joseph-Marie Henry, ce toponyme dérive du latin insula (= île), et il est largement diffusé en Vallée d'Aoste aussi bien sous la forme en patois valdôtain Lillaz qu'en français Les îles. Contrairement au sens propre, ila ou lila (par contraction de l'article défini) n'indique pas une île, mais un terrain constituant le bord d'un torrent et qui, par sa nature, est destiné à être inondé ou érodé par l'eau du torrent même.

## Galerie de photos

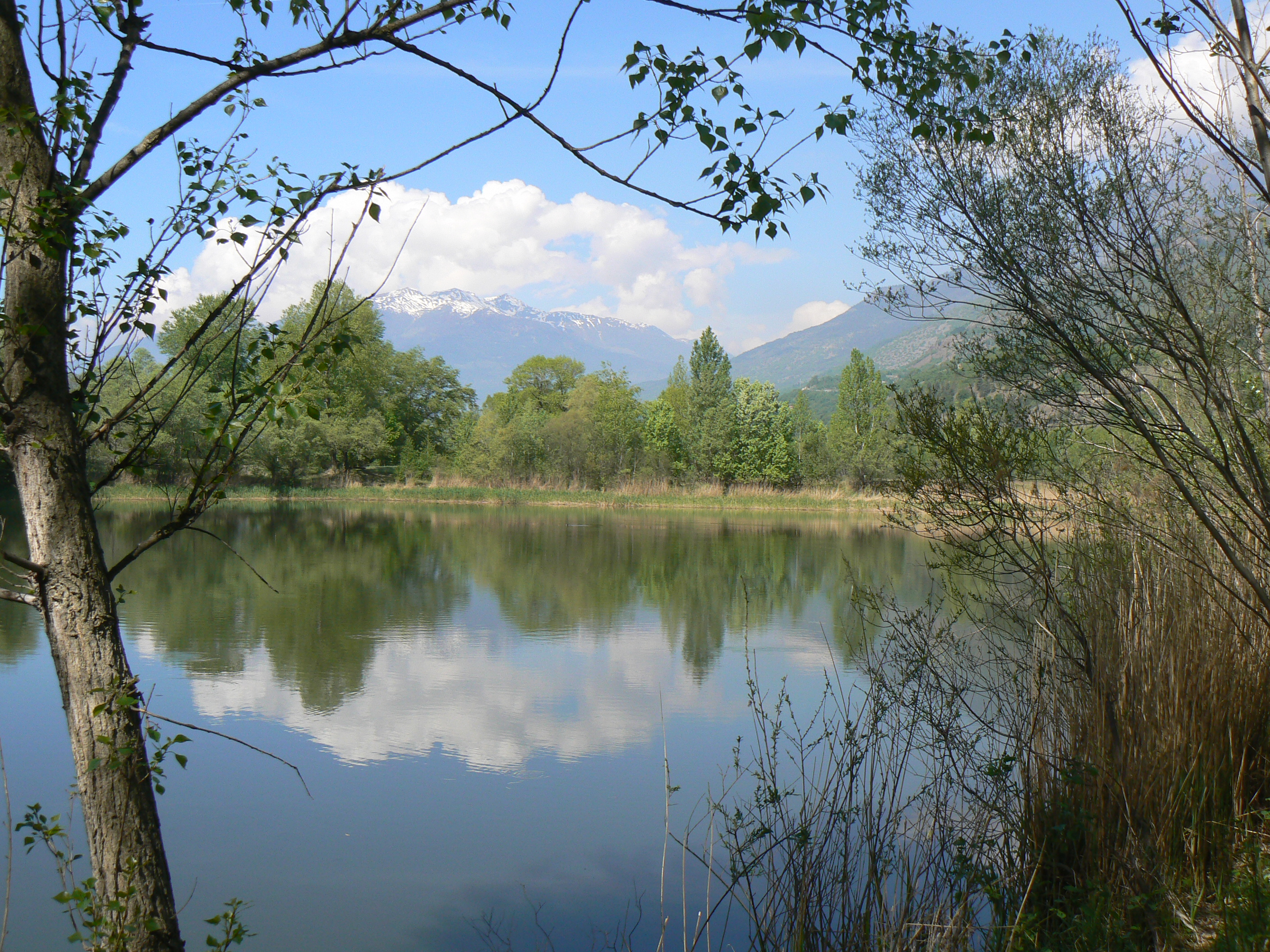
Vue du côté ouest.
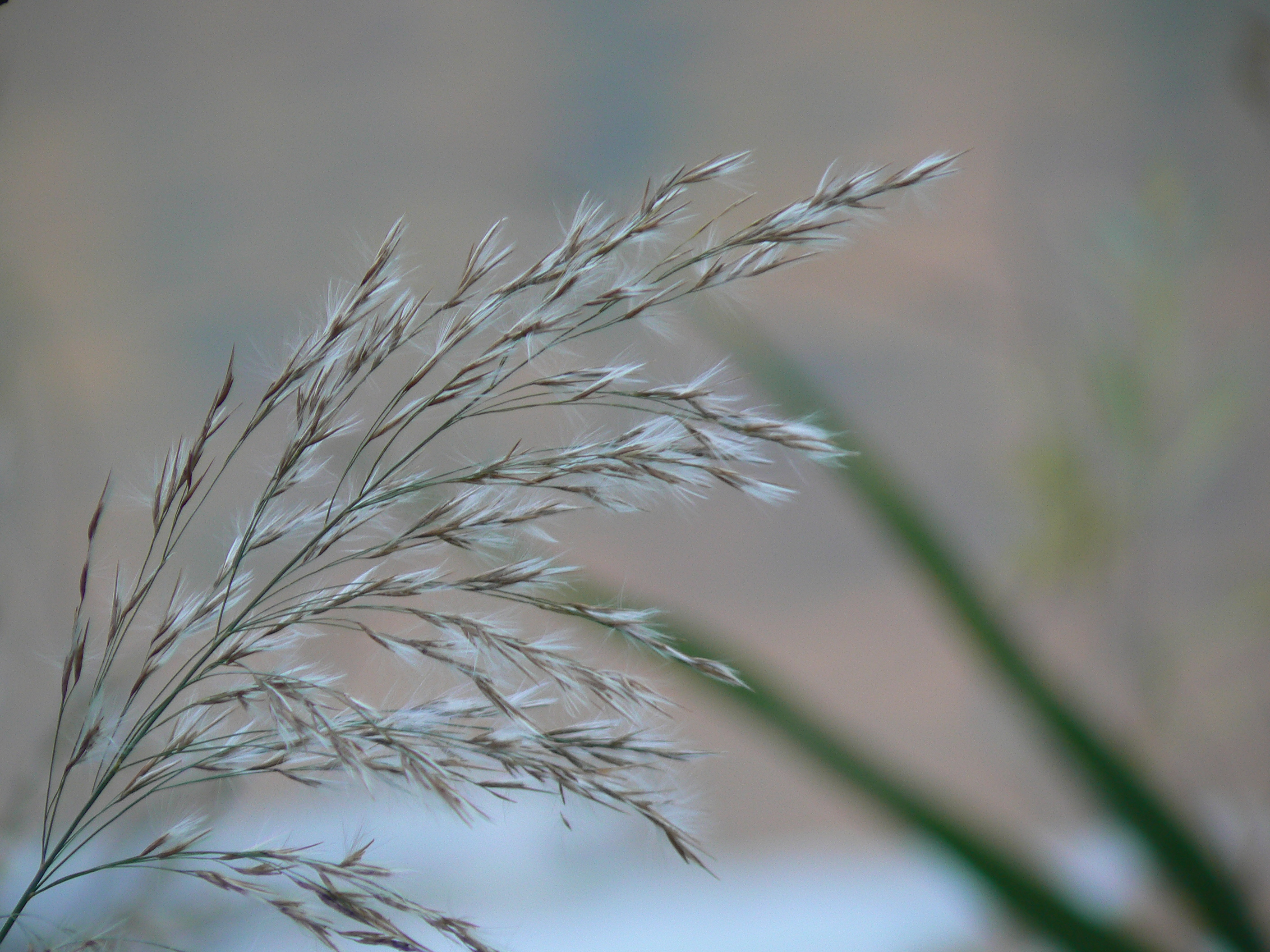
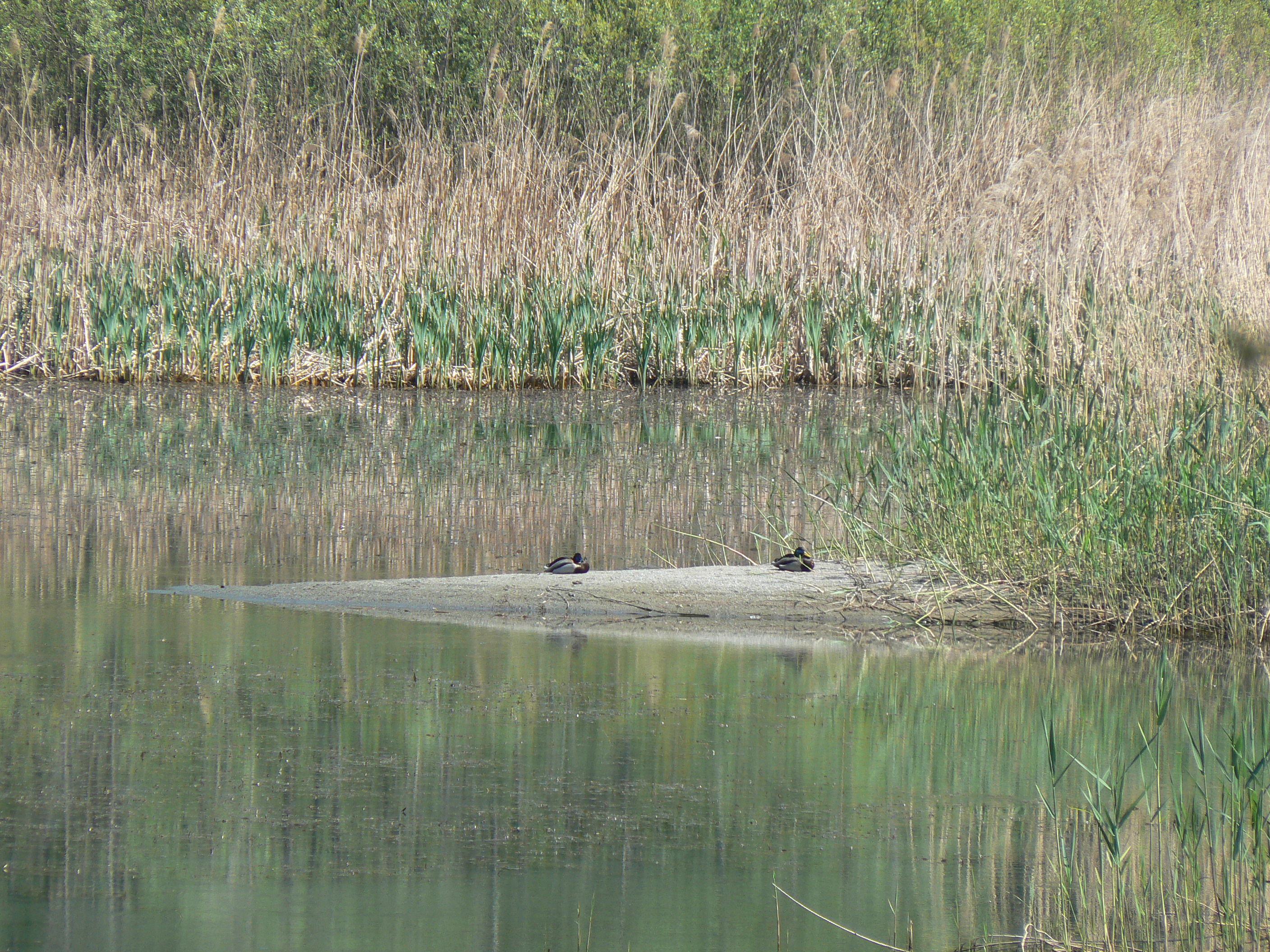
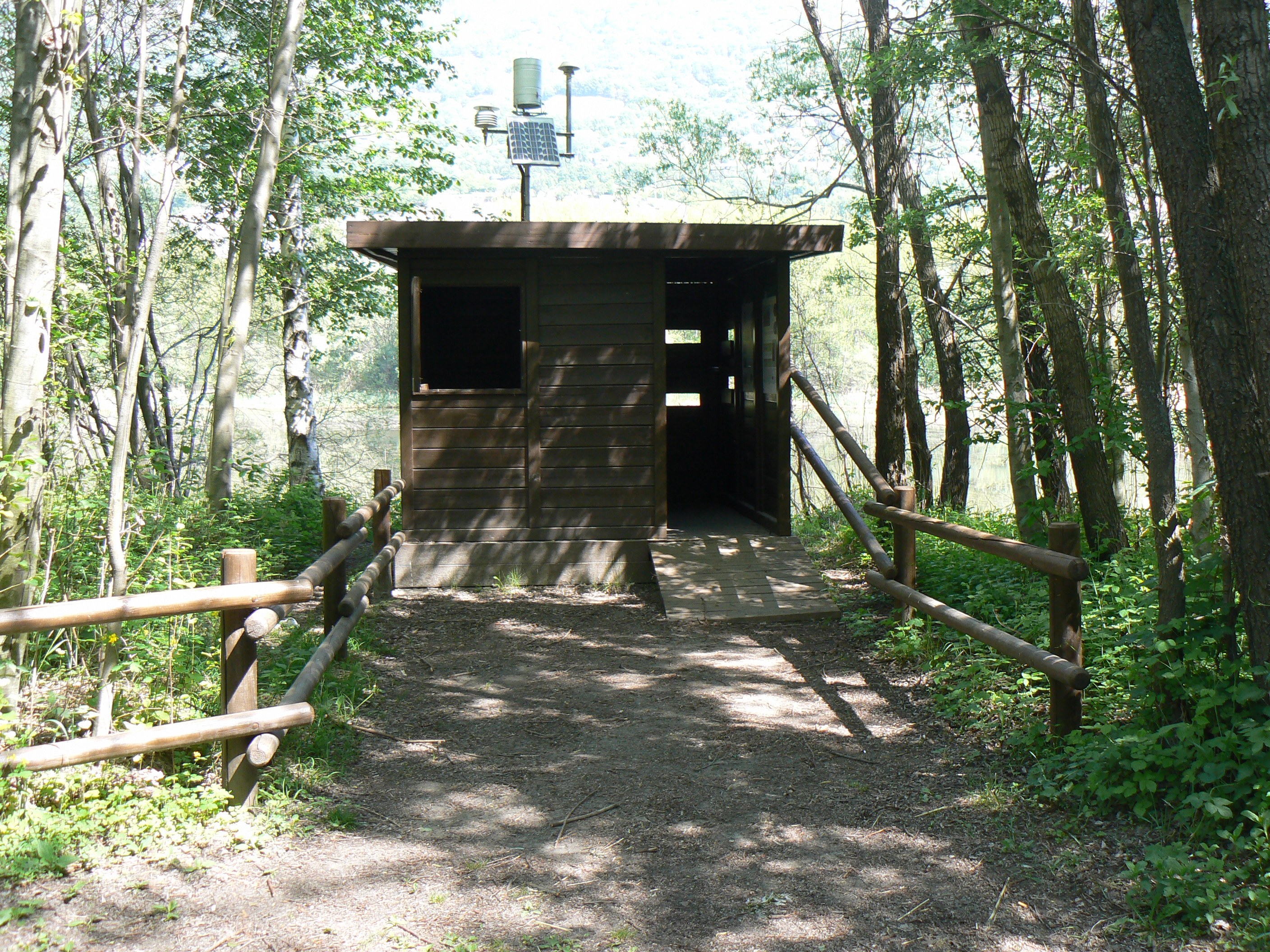
Cabane d'observation du lac, côté est.